# Todus
Todus is een geslacht van vogels uit de familie van de todies (Todidae). De wetenschappelijke naam van het geslacht is voor het eerst geldig gepubliceerd in 1760 door Brisson.

## Voorkomen
Todus komen voor in de bossen in het Caribisch Gebied.

## Soorten
De volgende soorten zijn bij het geslacht ingedeeld:
- Todus angustirostris Lafresnaye, 1851 – Smalsnaveltodie
- Todus mexicanus Lesson, 1838 – Puertoricaanse todie
- Todus multicolor Gould, 1837 – Cubaanse todie
- Todus subulatus Gray, GR, 1847 – Diksnaveltodie
- Todus todus (Linnaeus, 1758) – Jamaicaanse todie